# Dick's Picks Volume 18
Dick's Picks Volume 18 es el décimo octavo álbum en vivo de Dick's Picks, serie  de lanzamientos en vivo de la banda estadounidense Grateful Dead. Fue grabado el 3 de febrero de 1978 en el Dane County Coliseum, en Madison, Wisconsin; el 4 de febrero de 1978 en el Milwaukee Auditorium, en Milwaukee, Wisconsin; y el 5 de febrero de 1978 en el UNI-Dome, en Cedar Falls, Iowa.

## Caveat emptor
Cada volumen de Dick's Picks tiene su propia etiqueta “caveat emptor”, que informa al oyente sobre la calidad del sonido de la grabación. La etiqueta del volumen 18 dice:
“Este CD fue producido utilizando las cintas de caja de resonancia de carrete a carrete originales de siete pulgadas que funcionan a 7½ ips y 15 ips. Es un vistazo de historia, no una grabación profesional moderna y, por lo tanto, puede exhibir algunas anomalías técnicas menores. Sin embargo, tenemos como objetivo hacerlo exactamente perfecto, como a Dick le hubiera gustado.”

## Recepción de la crítica
En AllMusic, William Ruhlmann dijo: “Dick's Picks, Vol. 18 no es uno de los mejores álbumes en vivo de Dead, pero proporciona una parte que antes faltaba de la historia auditiva en curso de la banda, por lo que será valioso para los fanáticos”. John Metzger, crítico de The Music Box, escribió: “Cada una de las canciones que aparecen en Dick's Picks 18 está exquisitamente interpretada. En consecuencia, esta no es solo una colección para los fans más rabiosos de Grateful Dead con incontables horas de cintas piratas tiradas por ahí. Cualquiera que se haya preguntado cuál era el problema con esta banda, podría encontrar la respuesta al acecho entre las tres horas y cincuenta minutos de música contenida en esta colección”.

## Lista de canciones
Todas las canciones escritas y compuestas por Jerry Garcia y Robert Hunter, excepto donde esta anotado. 
| Disco uno |                           |                                     |                      |          |  |
| N.º       | Título                    | Escritor(es)                        | Fecha de grabación   | Duración |  |
| 1.        | «Bertha»                  |                                     | 5 de febrero de 1978 | 6:43     |  |
| 2.        | «Good Lovin'»             | Rudy Clark Arthur Resnick           | 5 de febrero de 1978 | 6:15     |  |
| 3.        | «Cold Rain and Snow»      | tradicional, arr. por Grateful Dead | 3 de febrero de 1978 | 6:18     |  |
| 4.        | «New Minglewood Blues»    | tradicional, arr. por Bob Weir      | 5 de febrero de 1978 | 5:42     |  |
| 5.        | «They Love Each Other»    |                                     | 3 de febrero de 1978 | 7:43     |  |
| 6.        | «It's All Over Now»       | Bobby Womack Shirley Womack         | 4 de febrero de 1978 | 7:40     |  |
| 7.        | «Dupree's Diamond Blues»  |                                     | 4 de febrero de 1978 | 4:38     |  |
| 8.        | «Looks Like Rain»         | John Perry Barlow Weir              | 3 de febrero de 1978 | 8:00     |  |
| 9.        | «Brown-Eyed Women»        |                                     | 3 de febrero de 1978 | 5:35     |  |
| 10.       | «Passenger»               | Phil Lesh Peter Monk                | 5 de febrero de 1978 | 5:41     |  |
| 11.       | «Deal»                    |                                     | 5 de febrero de 1978 | 6:35     |  |
| 12.       | «The Music Never Stopped» | Barlow Weir                         | 3 de febrero de 1978 | 8:07     |  |

| Disco dos |                       |                               |                      |          |  |
| N.º       | Título                | Escritor(es)                  | Fecha de grabación   | Duración |  |
| 1.        | «Estimated Prophet»   | Barlow Weir                   | 3 de febrero de 1978 | 12:17    |  |
| 2.        | «Eyes of the World»   |                               | 3 de febrero de 1978 | 14:38    |  |
| 3.        | «Playing in the Band» | Mickey Hart Hunter Weir       | 3 de febrero de 1978 | 24:36    |  |
| 4.        | «The Wheel»           | Garcia Hunter Bill Kreutzmann | 3 de febrero de 1978 | 5:44     |  |
| 5.        | «Playing in the Band» |                               | 3 de febrero de 1978 | 9:03     |  |
| 6.        | «Johnny B. Goode»     | Chuck Berry                   | 3 de febrero de 1978 | 4:39     |  |

| Disco tres |                        |                            |                      |          |  |
| N.º        | Título                 | Escritor(es)               | Fecha de grabación   | Duración |  |
| 1.         | «Samson and Delilah»   | tradicional, arr. por Weir | 5 de febrero de 1978 | 11:22    |  |
| 2.         | «Scarlet Begonias»     |                            | 5 de febrero de 1978 | 12:46    |  |
| 3.         | «Fire on the Mountain» | Hart Hunter                | 5 de febrero de 1978 | 17:04    |  |
| 4.         | «Truckin'»             | Garcia Hunter Lesh Weir    | 5 de febrero de 1978 | 9:18     |  |
| 5.         | «Drums»                | Hart Kreutzmann            | 5 de febrero de 1978 | 1:57     |  |
| 6.         | «The Other One»        | Kreutzmann Weir            | 5 de febrero de 1978 | 9:03     |  |
| 7.         | «Wharf Rat»            |                            | 5 de febrero de 1978 | 8:59     |  |
| 8.         | «Around and Around»    | Berry                      | 5 de febrero de 1978 | 8:35     |  |

## Créditos y personal
Créditos adaptados desde el folleto que acompaña al CD.
Grateful Dead
- Jerry Garcia – voz principal y coros, guitarra líder
- Donna Jean Godchaux – coros
- Keith Godchaux – teclado
- Mickey Hart – batería
- Bill Kreutzmann – batería
- Phil Lesh – bajo eléctrico, coros
- Bob Weir – guitarra rítmica, silbato, coros

Personal técnico
- Betty Cantor-Jackson – grabación
- Dick Latvala, David Lemieux – archivista
- Jeffrey Norman – masterización

Diseño
- Bruce Polonsky, Keith Wessel – fotografía